# Lowell (Massachusetts)
Lowell és una ciutat del Comtat de Middlesex (Massachusetts) als Estats Units d'Amèrica. Es troba a la confluència dels rius Merrimack i Concord, al nord-est de l'estat.

## Demografia
Segons el cens del 2007 tenia 103.512 habitants. Segons el cens del 2000, Lowell tenia 105.167 habitants, 37.887 habitatges, i 23.982 famílies. La densitat de població era de 2.948,8 habitants/km².
Dels 37.887 habitatges en un 34% hi vivien nens de menys de 18 anys, en un 40,1% hi vivien parelles casades, en un 17,4% dones solteres, i en un 36,7% no eren unitats familiars. En el 29% dels habitatges hi vivien persones soles el 9,3% de les quals corresponia a persones de 65 anys o més que vivien soles. El nombre mitjà de persones vivint en cada habitatge era de 2,67 i el nombre mitjà de persones que vivien en cada família era de 3,35.
Per edats la població es repartia de la següent manera: un 26,9% tenia menys de 18 anys, un 11,9% entre 18 i 24, un 32,5% entre 25 i 44, un 17,9% de 45 a 60 i un 10,8% 65 anys o més.
L'edat mediana era de 31 anys. Per cada 100 dones de 18 o més anys hi havia 94,1 homes.
La renda mediana per habitatge era de 39.192 $ i la renda mediana per família de 45.901$. Els homes tenien una renda mediana de 33.554 $ mentre que les dones 27.399$. La renda per capita de la població era de 17.557$. Entorn del 13,6% de les famílies i el 16,8% de la població estaven per davall del llindar de pobresa.

## Personatges il·lustres
- Bette Davis (1908 - 1989) actriu
- Jack Kerouac (1922 - 1969) escriptor

## Poblacions properes
El següent diagrama mostra les poblacions més properes.